# Jakobsberg, Västerås
Jakobsberg är en  stadsdel i det administrativa bostadsområdet Jakobsberg-Pettersberg i Västerås. Området är ett bostadsområde som ligger väster om Djäkneberget.
Området avgränsas i norr av korsningen Drottninggatan - Vallbyleden, söderut av Vallbyleden och längs västra sidan av Lustigkulla, västra sidan av Djäkneberget, Pilbogatan, söderut längs Jakobsbergsgatan, västerut längs Hammarbygatan, norrut längs Kronvägen och Ormbergsgatan, runt grönområdet, norrut till Trollbacken, österut och därefter norrut mellan Jakobsgatan och Drottninggatan, till grönområdet, österut till hörnet av Vallbyleden och Drottninggatan.
Området gränsar i norr till Trumslagarbacken, i öster till Lustigkulla, Djäkneberget och Västermalm, i söder till Almelund, i väster till Ormberget och Pettersberg.